# Ходж, Уолтер
Уо́лтер Ходж (англ. Walter Hodge; родился 21 сентября 1986 года в Гуанайбо, Пуэрто-Рико) — пуэрто-риканский профессиональный баскетболист, играющий на позиции разыгрывающего защитника.

## Колледж
Уолтер поступил во Флоридский университет по спортивной стипендии, где в период с 2005 по 2009 годы выступал за команду NCAA «Флорида Гейторс» под руководством тренера Билли Донована. В сезоне 2005/2006 Ходж, будучи в команде резервистом, в среднем набирал 3,9 очка и 1,2 передачи за матч. Он 8 раз выходил в стартовом составе в играх Юго-Восточной конференции, в среднем проводя на площадке 19 минут. По итогам сезона «Гейторс» стали чемпионами лиги.
В сезоне 2006-07, несмотря на то, что Уолтер проводил меньше времени на площадке и всего три раза попадал в стартовый состав, он сумел увеличить свою результативность до 5,7 очка за матч, а «Гейторс» во второй раз подряд стали чемпионами лиги. В этом сезоне он установил личный рекорд результативности (17 очков) в матче против университета Флорида Стейт.
После ухода Торина Грина в НБА, а Ли Хамфри в Европу, Уолтер Ходж стал основным разыгрывающим «Флорида Гейторс» в сезоне 2007-08.

## Профессиональная карьера
В 2009 году, после окончания университета, Уолтер начал профессиональную карьеру в Пуэрто-Рико. Его первым клубом стал «Капитанес де Аресибо», после непродолжительной игры за который он перешёл в «Кангрехерос де Сантурсе».
В августе 2010 года Уолтер Ходж переходит в польский клуб «Зелёна-Гура», за который провел три сезона. В апреле 2012 года он был назван MVP чемпионата Польши по баскетболу, а по итогам сезона 2011-12 выиграл с командой бронзовые медали чемпионата. В сезоне 2012-13 команда «Зелёна-Гура» дебютировала в Еврокубке, где вошла в 16 сильнейших клубов. Ходж в этом розыгрыше был ключевым игроком команды, в среднем зарабатывая 21,2 очка, 5,4 передачи, 54% двухочковых и 50% трёхочковых попаданий (25/50). На 6 неделе турнира он получил награду MVP Кубка Европы. 25 февраля 2013 год Ходж стал MVP матча всех звезд Чехии-Польши, в котором он набрал 22 очка.
В 2013 году он вошёл в символическую вторую команду Еврокубка. В июне 2013 года он впервые в истории команды выигрывает чемпионат Польши по баскетболу. 5 июня 2013 года команда «Зелёна-Гура» впервые увековечила номер 15, под которым выступал Уолтер Ходж. В июне 2013 года Ходж подписал двухлетний контракт с баскской командой «Баскония», которая в феврале 2014 года отдала его в аренду в первый клуб игрока «Капитанес де Аресибо». В августе 2014 года Уолтер Ходж разорвал контракт с «Басконией».
19 августа 2014 года баскетбольный клуб «Зенит» объявил о переходе Уолтера Ходжа в команду. В ноябре 2014 Ходж становится MVP 5 тура группового этапа Еврокубка.

## Награды и достижения

### Колледж
- 2x чемпион Юго-Восточной Конференции по баскетболу (2006, 2007)
- 2x чемпион NCAA (2006, 2007)

### Зелёна-Гура
- Чемпион Польши по баскетболу (2013)
- MVP регулярного сезона чемпионата Польши по баскетболу (2012)
- Бронзовая медаль чемпионата Польши по баскетболу (2012)
- MVP матча всех звёзд Польши (2013)
- Участник символической сборной чемпионата Польши по баскетболу (2013)
- MVP 6 недели раунда 16 Еврокубка (2013)
- Участник символической второй команды Еврокубка (2013)
- Первый игрок, удостоившийся увековечивания игрового номера (№15) в команде «Зелёна-Гура» (2013)

### Зенит
- MVP 5 тура группового этапа Еврокубка (2014)